# Ива иглолистная
И́ва иглоли́стная (лат. Salix acmophylla) — древовидное растение, вид рода Ива (Salix acmophylla) семейства Ивовых (Salicaceae).

## Ботаническое описание
Дерево средних размеров, высота 8—10 м. Ветви голые, тонкие, прутьевидные, ржавчинно-красного цвета. Почки мелкие, острые. Прилистники мелкие, опадающие, отсутствует на взрослых ветвях. Черешок жёлтого цвета, длина 3 мм. Листовые пластинки линейно-ланцетной формы, шиловидно заострённые. Сверху листья голые, тёмно-зелёного цвета, снизу цвет сизый либо бледно-зелёный. Длина листьев около 12,5 см, ширина 0,8—1,2 см. Края почти цельные, лишь иногда слабо-пильчатые. Главная жилка слегка выступающая на нижней части листа. Боковые жилки более заметные, практически параллельны по отношению к краю листа, ребристые.
Серёжки прямые, расположены на ножке длиной около 0,8—1,2 см, на которой находятся 2—4 листочка. Мужские серёжки толстоцилиндрические, длиной около 2,5 см, золотистого цвета. Женские серёжки достигают в длину 2—2,5 см, практически яйцевидной формы. Ось волосистая. Чашечки опадающие, яйцевидно-колпачковой или продолговатой формы, желтоватого цвета. Тычинок 4—5, короткие. Пыльники бледно-жёлтого цвета. Завязь яйцевидно-продолговатой формы, более утолщённая в основании, более выше становится шаровидной; голая, цвет бледно-жёлтый, длина около 2 мм. Пестик почти полностью отсутствует. Рыльце сидячее, толстое. Цветение происходит в мае.
Вид описан из Ирана.

## Экология и распространение
Ива иглолистная произрастает возле берегов водоёмов, на высотах 1 200—1 500 м. Распространена в Азии — Иран, Израиль, Иордания, Сирия, юго-восточная часть Турции, Ирак, Афганистан, северная часть Индии.

## Классификация

### Таксономия
- Salix acmophylla Boiss., 1846, Diagn. Pl. Orient. 7: 98

Вид Ива иглолистная включается в род Ива (Salix) семейства Ивовые (Salicaceae) порядка Мальпигиецветные (Malpighiales), последовательно входящего в более крупные клады Фабиды → Розиды → Суперрозиды → Эвдикоты → Цветковые растения. Таксономическая схема в соответствии с Системой APG IV по состоянию на июнь 2024 года:
|  |                          |  |                                   |                                   |                  |  | еще 35 семейств | еще 35 семейств |                     |  |                        |  | еще 625 подтвержденных видов и 1 028 видов, ожидающих подтверждения | еще 625 подтвержденных видов и 1 028 видов, ожидающих подтверждения |  |
|  |                          |  |                                   |                                   |                  |  | еще 35 семейств | еще 35 семейств |                     |  |                        |  | еще 625 подтвержденных видов и 1 028 видов, ожидающих подтверждения | еще 625 подтвержденных видов и 1 028 видов, ожидающих подтверждения |  |
|  |                          |  |                                   | порядок Мальпигиецветные          |                  |  |                 |                 | род Ива             |  |                        |  |                                                                     |                                                                     |  |
|  |                          |  |                                   | порядок Мальпигиецветные          |                  |  |                 |                 | род Ива             |  | 1 внутривидовой таксон |  |                                                                     |                                                                     |  |
|  | клада Цветковые растения |  |                                   |                                   | семейство Ивовые |  |                 |                 | вид Ива иглолистная |  |                        |  |                                                                     |                                                                     |  |
|  | клада Цветковые растения |  |                                   |                                   |                  |  |                 |                 |                     |  |                        |  |                                                                     |                                                                     |  |
|  |                          |  | ещё 63 порядка цветковых растений | ещё 63 порядка цветковых растений |                  |  |                 | еще 55 родов    | еще 55 родов        |  |                        |  |                                                                     |                                                                     |  |
|  |                          |  |                                   | ещё 63 порядка цветковых растений |                  |  |                 |                 | еще 55 родов        |  |                        |  |                                                                     |                                                                     |  |

### Внутривидовые таксоны
- Salix acmophylla var. pseudo-safsaf (A.Camus & Gomb.) Thiébaut

### Синонимы
- Pleiarina dealbata (Andersson) N.Chao & G.T.Gong
- Salix daviesii Boiss.
- Salix dealbata Andersson
- Salix dinsmorei Enander ex Dinsm.
- Salix glaucophylla Andersson
- Salix glaucophylla Besser
- Salix louisii A.Camus & Gomb.
- Salix persica Boiss.
- Salix pseudosafsaf A.Camus, Gomb. & Guillaumin